# 市川荒太郎 (2代目)
二代目 市川 荒太郎（いちかわ あらたろう、1892年11月23日 - 1925年12月5日）は、日本の俳優、歌舞伎役者、元子役である。本名市川 保之助（いちかわ やすのすけ）、旧芸名市川 保太郎（いちかわ やすたろう）。サイレント映画の時代、映画界に招かれて主演した剣戟スター「市川荒太郎」は、荒太郎三代のうち、この人物を指す。

## 人物・来歴
1892年（明治25年）11月23日、大阪府大阪市西区新町南通3丁目28番地（現在の同府同市同区新町）に生まれる。父（養父）は先代の初代荒太郎であった四代目市川荒五郎（1861年 – 1930年）、弟は映画俳優市川玉太郎として知られる初代荒太郎の長男、のちの三代目市川荒太郎（1912年 – 1948年）である。本名については、初期文献である『人気役者の戸籍調べ』（1919年）には「市川浩三」と記されている。
幼少のころから芸道を学び、数え年6歳になった1897年（明治30年）、大阪・弁天座での『鈴木主水』に出演し、主演の四代目嵐璃珏の息子磯松役を演じ、「市川 保太郎」の名で初舞台を踏む。以降、父・荒太郎に従って弁天座で引き続き修業したが、数え年12歳になる1903年（明治36年）に一度、引退を考える。しかしながら、父・荒太郎が1906年（明治39年）9月に四代目市川荒五郎を襲名、数え年16歳になった1907年（明治40年）9月、弁天座で七代目市川團藏、四代目嵐璃珏、嵐巌笑、四代目片岡我童（のちの十二代目片岡仁左衛門）、六代目嵐吉三郎らの一座において、『妙心寺』の初菊役を務め、このとき、二代目 市川 荒太郎を襲名した。日本舞踊については、若柳吉左衛門、楳茂登扇性に学んだという。1923年（大正12年）に発行された『現代俳優名鑑』によれば、同年当時は大阪市南区天王寺北山町5460番地（現在の同市天王寺区上之宮町）に妻や使用人たちと住み、定期的に出演していた劇場は大阪・角座であった。崇拝するものはとの問いに、ナポレオン・ボナパルトと石川五右衛門、と答えた。同年、林誠之助が荒太郎に入門している。
1924年（大正13年）2月25日、弟子の林誠之助らとともに松竹キネマに入社、下加茂撮影所に所属する。同撮影所はヘンリー小谷も同時期に招き、荒太郎・東愛子夫妻をキャスティングして『黒法師』を製作、同年4月23日に公開したが、単純な活劇と評価され、興行的には振るわなかった。同年7月、松竹蒲田撮影所から所長の野村芳亭らが現れ、下加茂の改革を行った。荒太郎は同年末、同社を退社、弟子の林誠之助は蒲田に異動している。『裸にした映画女優』によれば、「愛妻の愛子と離れては絶対に芝居が出來ない」と発言していたといい、「近代人なる哉」と評されている。
松竹退社の1年後にあたる、1925年（大正14年）12月5日、死去した。満33歳没。
日本映画データベースによれば、二代目没後1926年（大正15年）に、帝国キネマ演芸小坂撮影所で「市川荒太郎」の出演記録があるが、これは生前に撮影されていたものか、詳細は不明である。市川玉太郎が三代目市川荒太郎を襲名したのは、1941年（昭和16年）2月のことである。2013年（平成25年）4月、二代目が出演した『千本桜・すし屋』を収録したCD『歌舞伎名優名場面集 SP原盤復元 4』が、日本コロムビアから発売された。

## フィルモグラフィ
クレジットは、すべて「出演」である。公開日の右側には役名、および東京国立近代美術館フィルムセンター（NFC）、マツダ映画社所蔵等の上映用プリントの現存状況についても記す。同センター等に所蔵されていないものは、とくに1940年代以前の作品についてはほぼ現存しないフィルムである。資料によってタイトルの異なるものは併記した。

### 松竹下加茂撮影所
すべて製作は「松竹下加茂撮影所」、配給は「松竹」、すべてサイレント映画である。
- 『黒法師』 : 総指揮白井信太郎、監督ヘンリー小谷、脚本犬塚稔、共演東愛子・市川升童、1924年4月23日公開 - 主演
- 『恋の友禅』[5][6]（『鶴吉と其兄』[5][6]） : 監督枝正義郎、原作岡本綺堂、脚本内田徳司、共演東愛子、1924年5月11日（8月1日[6]）公開 - 幸太郎（主演）
- 『千鳥啼く夜』 : 監督ヘンリー小谷、脚本鈴木篤、共演東愛子・中村太郎、1924年5月21日（4月10日[6]）公開 - 主演
- 『汀の桜』 : 監督ヘンリー小谷、脚本食満南北、共演東愛子、1924年5月21日（5月8日[6]/5月20日[6]）公開 - 主演
- 『鳥羽の恋塚』 : 監督枝正義郎、脚本内田徳司、共演東愛子、1924年5月31日（5月21日[6]）公開 - 主演
- 『冬木心中』 : 監督枝正義郎、原作額田六福、脚本犬塚稔、共演東愛子、1924年6月20日（6月5日[6]）公開 - 大和家平太郎（主演）
- 『闇の人々』 : 監督枝正義郎、脚本内田徳司、共演東愛子、1924年7月1日公開 - 主演
- 『樽屋おせん』 : 監督枝正義郎、原作井原西鶴、脚本内田徳司、共演東愛子、1924年7月10日公開 - 主演
- 『牡丹燈籠』 : 監督賀古残夢、脚本内田徳司、主演中村吉蔵、1924年7月20日公開 - 下男伴蔵
- 『五大力』 : 監督枝正義郎、脚本食満南北、共演東愛子、1924年7月31日（8月1日[6]）公開 - 主演
- 『祐天吉松』 : 監督賀古残夢、脚本食満南北、共演東愛子、1924年8月10日（8月7日[6]）公開 - 主演
- 『権八と小紫』 : 監督枝正義郎、原作大森痴雪、脚本犬塚稔、主演實川延松、1924年8月21日（8月14日[6]）公開 - 幡随院長兵衛
- 『高野長英』 : 監督賀古残夢、脚本犬塚稔、1924年9月2日（8月28日[6]）公開 - 主演
- 『実説 河内山宗俊』（『河内山』[6]） : 監督枝正義郎、脚本食満南北、共演東愛子、1924年10月21日（10月1日[6]）公開 - 主演
- 『おくみと法界坊』 : 監督賀古残夢、脚本食満南北、共演東愛子、1924年12月1日公開 - 主演

### 帝国キネマ演芸小坂撮影所
すべて製作は「帝国キネマ演芸小坂撮影所」、配給は「帝国キネマ演芸」、すべてサイレント映画である。
- 『大前田と高崎の勇次郎』 : 監督山下秀一、脚本沢田晩紅、主演尾上紋十郎、1926年4月10日公開 - 湊名の石松
- 『権八最後の義刃』 : 監督・脚本河合勝久、原作大江華天、主演中村小福、1926年9月30日公開